# 御堂筋MTRビル
御堂筋MTRビル（みどうすじエムティーアールビル）は、大阪市中央区淡路町（御堂筋沿い）にあるオフィスビルである。以前の名称はNMプラザ御堂筋であった。

## 概要
ニチメン（現 双日）によりNMプラザ御堂筋として開発され、1999年（平成11年）に竣工した。
御堂筋における従来の高さ制限31mから、1995年（平成7年）に50mに緩和された新基準の適用第1号の建築物であった。日本設計による設計で、1階には2層吹き抜けのプラザを配し、外観は御堂筋の街並みとの調和を考慮した花崗岩とガラスカーテンウォールによる縦連窓となっている。事務所のスペックとしては、基準階面積249坪、天井高2,700mm、エレベーターは4基である。
ニチメンは2002年3月期上期（2001年9月期）に売却した（売却益7.5億円）。
2015年（平成27年）4月30日、森トラスト総合リート投資法人（現森トラストリート投資法人）がRabbit Midosuji特定目的会社より101億7千万円で取得し、御堂筋MTRビルに名称変更された。2020年（令和2年）6月にはDBJ Green Building認証を取得した。

## 入居者
- 但馬銀行 大阪支店（3階）[10]
- 日本管財環境サービス 本社[11]（5階）
- 千葉銀行 大阪支店（10階）[12]

## 交通
- Osaka Metro御堂筋線 本町駅